# 廖東周
廖東周，中華民國外交官。畢業於國立成功大學外國語文學系學士、輔仁大學語言學研究所碩士結業、太平洋國家大學企業管理博士。1982年進入外交部，曾任僑務委員會駐洛杉磯華僑文教服務中心主任、駐貝里斯大使館一等秘書、駐多米尼克大使館一等秘書／參事、外交部參事回部辦事兼世界卫生组织小組召集人、外交部國際組織司副司長、駐吐瓦魯大使、駐西雅圖臺北經濟文化辦事處長、駐休士頓臺北經濟文化辦事處總領事銜處長、北美事務協調委員會秘書長、駐瑞典台北代表團大使銜代表等職務。

## 職業生涯
2004年1月，多米尼克總理查爾斯因病逝世。駐多米尼克大使館參事兼代办廖東周代表中華民國政府與人民向總理夫人表達慰問之意。
2006年10月，外傳中華民國與吐瓦魯的邦交不穩，外交部突然宣布撤換駐吐瓦魯大使酆邰並「立即生效」，改由國際組織司副司長廖東周接任。由於宣布倉卒，廖東周只有10天時間準備，然後擇期補宣誓。人事令發布時，大使酆邰正返台休假，因此外交官多認為「實在讓酆邰非常難堪」。外交部發言人呂慶龍表示「酆大使不是突然被調回來，也沒有所謂不適任這回事，另一方面，廖東周廖大使，是很早就徵詢他了。」
駐瑞典代表廖東周多次以投書、接受當地媒體訪問，或演講的形式，對於太平島與南海爭議、海峽兩岸關係、部分瑞典政府部門與企業將「台灣」名稱更改為「中国台湾」，以及參與世界衛生大會、國際民航組織等問題發表看法。